# Eibenstein (zřícenina hradu)
Eibenstein (česky: Ivanov) je zřícenina hradu, která se nachází mezi městečkem Drosendorf a osadou Eibenstein, jež přináleží k městu Raabs v okrese Waidhofen an der Thaya v rakouské spolkové zemi Dolní Rakousy.

## Poloha

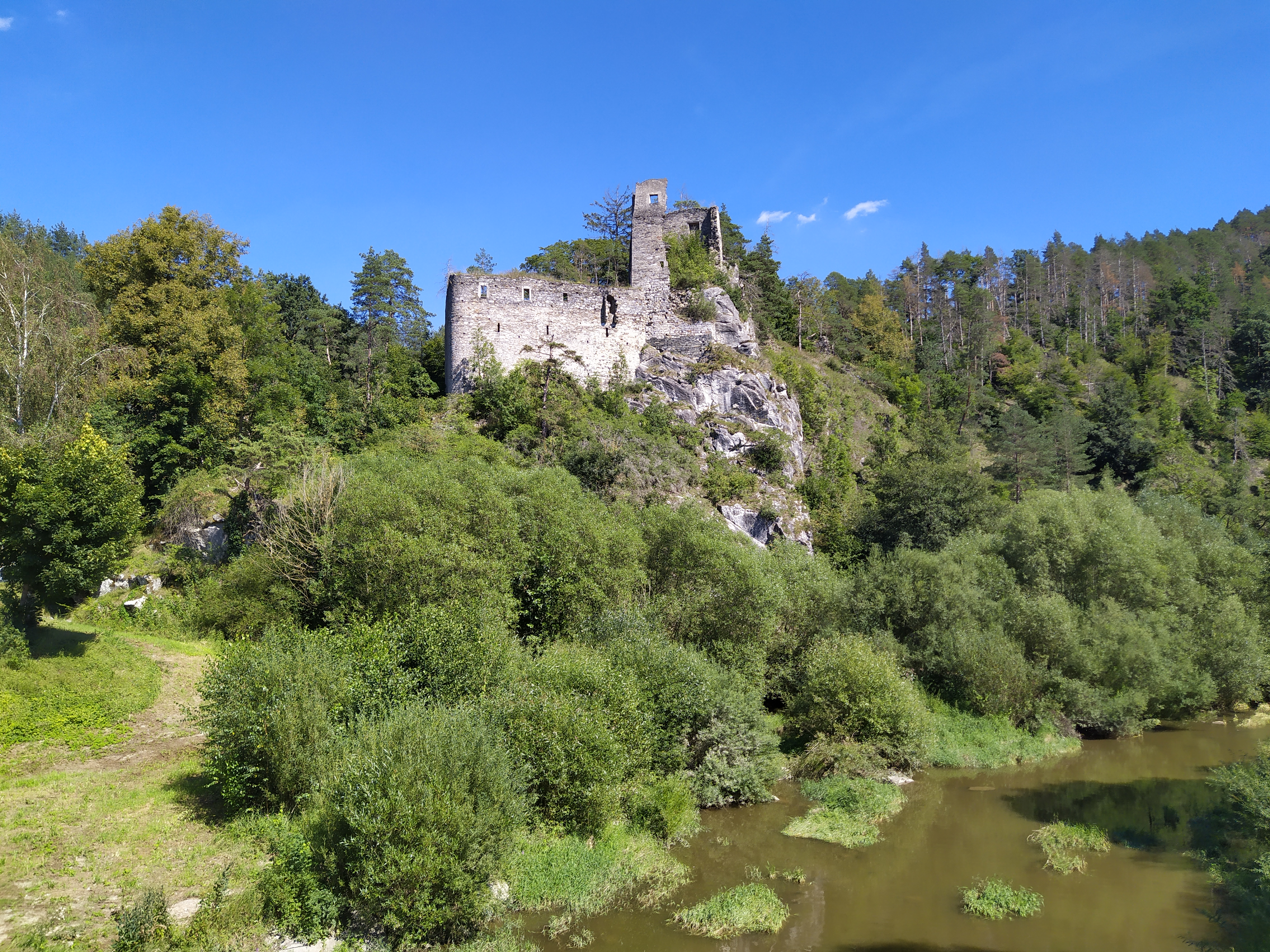
Zřícenina hradu Eibenstein nad řekou Dyjí

Zřícenina hradu leží na jižním břehu řeky Dyje naproti osadě Eibenstein s farním kostelem.

## Historie
První zmínka o hradu pochází z roku 1194. V roce 1543 hrad zakoupili bratři Christoph a Erasmus ze Schneckenreithu či Schneckenreitheru. Jejich rodina vymřela v roce 1569. V časově blíže neurčené době přešel hrad pod panství Drosendorf a dodnes je v držení rodu Hoyos, pocházejícího ze Španělska.
V 17. stol. hrad nakreslil duchovní a kartograf Georg Matthäus Vischer již jako zříceninu. Eibensteinem se zabýval také průkopník rakouské vlastivědy a historik Franz Xaver Kießling (1859–1940). V době, kdy žil, však již byl hrad zpustošený.

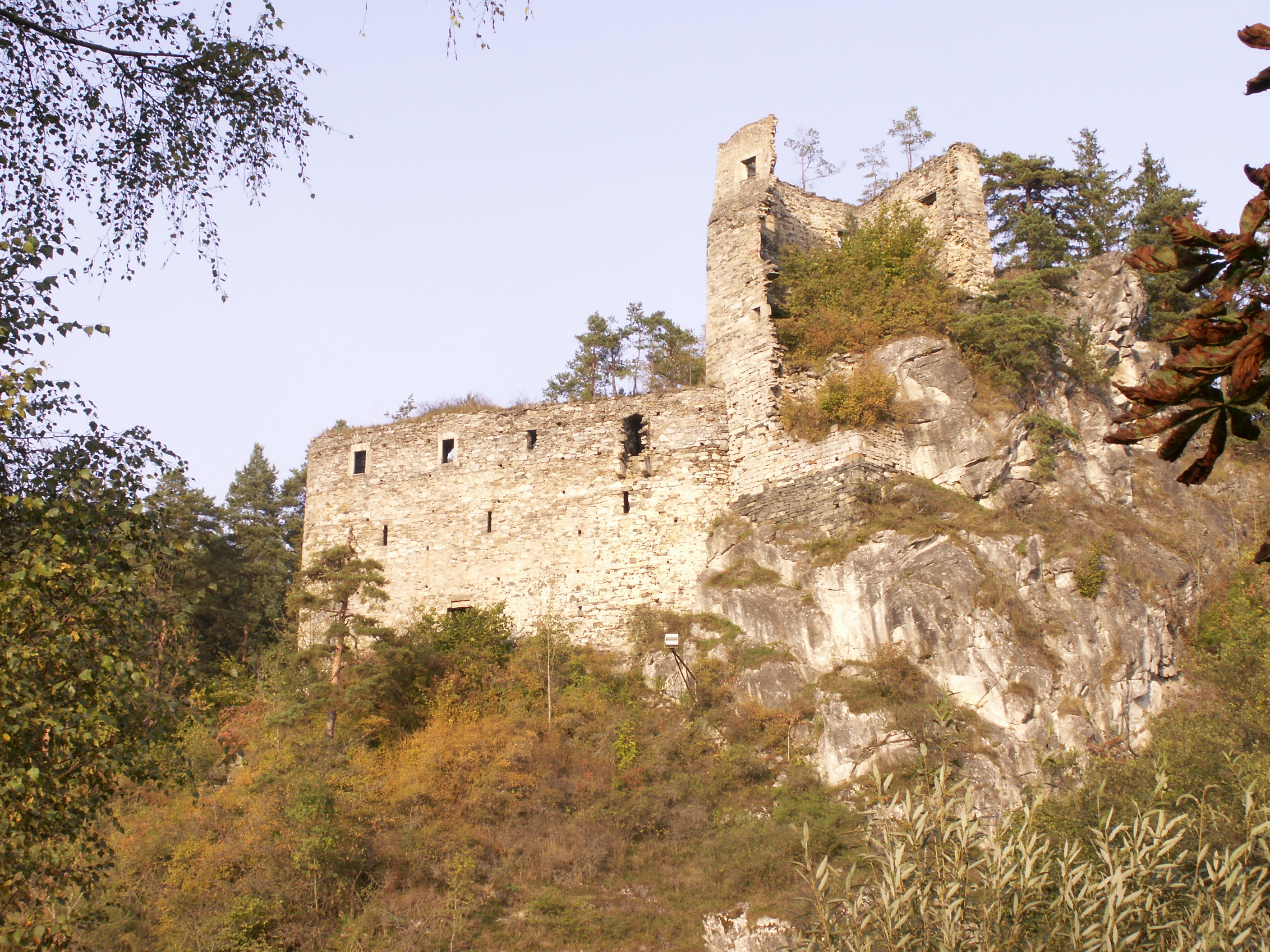
zřícenina hradu

V období třicetileté války byla zřícenina hradu částečně obydlena.
Podle různých pověstí byl posledním vlastníkem hradu Eibenstein řád templářů. Právě v této době došlo ke zpustošení hradu vzbouřenými Rolníky.

Značná část severních zdí hradu, postavená na strmé skalní stěně, byla v roce 1867 svržena do řeky Dyje.